# 日本の共同使用駅一覧
日本の共同使用駅一覧 （にほんのきょうどうしようえきいちらん）は日本にある共同使用駅を地域別、都道府県別に一覧にしたものである。「共同使用駅」の定義は場合により異なるが、本記事では検証可能性の観点から、旅客駅において改札内を複数の事業者で共同使用している駅を取り上げる。なお一部の駅を除いて改札口も共用である。また旅客営業を行う駅同士の共同使用駅を対象とし、貨物専用の駅については含めない。
- 括弧内の太字の事業者は、その事業者が駅業務を単独で管轄していることを示す。
- 改札口・改札内とも共用の場合は類型は示さない。特記のある場合に限り類型を示す[類型 1][類型 2][類型 3][類型 4]。
- 中間改札口とは、全ての乗客が通過しなければならない改札口を指し、ICカード乗車券専用の簡易改札機は含まない。
- 改札外から入場できる改札口が各社毎に分かれており（他社の乗車券で自社の改札口を通過不可能[注釈 1]）、乗換え用としての目的で設置されている中間改札口は、除外して考える。

## 北海道・東北地方
- 北海道
  - 五稜郭駅（北海道旅客鉄道、道南いさりび鉄道）[1]
- 青森県
  - 青森駅（東日本旅客鉄道、青い森鉄道）[2]
  - 新青森駅（東日本旅客鉄道、北海道旅客鉄道） - 在来線の駅のみ別改札内で東日本旅客鉄道単独管理[3]。
  - 大鰐温泉駅・大鰐駅（東日本旅客鉄道、弘南鉄道）[類型 1][4]
  - 五所川原駅・津軽五所川原駅（東日本旅客鉄道、津軽鉄道）[類型 1][5]
  - 野辺地駅（東日本旅客鉄道、青い森鉄道）[6]
  - 八戸駅（東日本旅客鉄道、青い森鉄道） - 東北新幹線の駅のみ別改札内で東日本旅客鉄道単独管理[7]。
  - 目時駅（青い森鉄道、IGRいわて銀河鉄道）[8]
- 岩手県
  - 釜石駅（東日本旅客鉄道、三陸鉄道）[類型 1][9][10]
  - 久慈駅（東日本旅客鉄道、三陸鉄道）[類型 1][11][12]
  - 好摩駅（IGRいわて銀河鉄道、東日本旅客鉄道）[13]
  - 宮古駅（東日本旅客鉄道、三陸鉄道）[14][15]
- 宮城県
  - 名取駅（東日本旅客鉄道、仙台空港鉄道）[16]
  - 槻木駅（東日本旅客鉄道、阿武隈急行）[17]
- 秋田県
  - 羽後本荘駅（東日本旅客鉄道、由利高原鉄道）[類型 1][18][19]
  - 鷹ノ巣駅・鷹巣駅（東日本旅客鉄道、秋田内陸縦貫鉄道）[類型 1][20]
- 山形県
  - 赤湯駅（東日本旅客鉄道、山形鉄道）[21]
  - 今泉駅（東日本旅客鉄道、山形鉄道）[22]
- 福島県
  - 会津高原尾瀬口駅（会津鉄道、野岩鉄道）[23]
  - 西若松駅（東日本旅客鉄道、会津鉄道）[24]
  - 福島駅（阿武隈急行、福島交通）[25]

## 関東地方
- 茨城県
  - 鹿島サッカースタジアム駅（東日本旅客鉄道、鹿島臨海鉄道）[26]
  - 勝田駅（東日本旅客鉄道、ひたちなか海浜鉄道）[27]
  - 下館駅（東日本旅客鉄道、関東鉄道、真岡鐵道）[28]
  - 水戸駅（東日本旅客鉄道、鹿島臨海鉄道）[29]
- 栃木県
  - 新藤原駅（野岩鉄道、東武鉄道）[30]
- 群馬県
  - 相老駅（東武鉄道、わたらせ渓谷鐵道）[31]
  - 赤城駅（上毛電気鉄道、東武鉄道）[32]
  - 桐生駅（東日本旅客鉄道、わたらせ渓谷鐵道）[33]
- 埼玉県
  - 小川町駅（東武鉄道、東日本旅客鉄道）[34]
  - 寄居駅（秩父鉄道、東武鉄道、東日本旅客鉄道）[35][36]
  - 和光市駅（東武鉄道、東京地下鉄）[37]
- 千葉県
  - 印旛日本医大駅（京成電鉄、北総鉄道）
  - 上総中野駅（いすみ鉄道、小湊鉄道）
  - 五井駅（東日本旅客鉄道、小湊鉄道）[類型 2][38]
  - 新鎌ヶ谷駅（北総鉄道、京成電鉄） - 京成松戸線のホームは別改札で京成電鉄単独管理。
  - 千葉ニュータウン中央駅（北総鉄道、京成電鉄）
  - 銚子駅（東日本旅客鉄道、銚子電気鉄道）
  - 西船橋駅（東京地下鉄、東葉高速鉄道） - 東京地下鉄側から東日本旅客鉄道の列車の発着があるが、隣接の東日本旅客鉄道の駅は別改札。
  - 東成田駅（京成電鉄、芝山鉄道）
  - 東松戸駅（京成電鉄、北総鉄道）
- 東京都
  - 赤羽岩淵駅（東京地下鉄、埼玉高速鉄道）
  - 綾瀬駅（東京地下鉄、東日本旅客鉄道）
  - 大崎駅（東日本旅客鉄道、東京臨海高速鉄道）
  - 押上駅（東京地下鉄、東武鉄道）・（京成電鉄、東京都交通局） - （）内の組み合わせで改札口共用。
  - 北千住駅（東京地下鉄千代田線、東日本旅客鉄道/東武鉄道、東京地下鉄日比谷線） - 全て改札内で接続。
  - 京成高砂駅（京成電鉄、北総鉄道） - 京成金町線のホームは別改札。
  - 九段下駅（東京地下鉄、東京都交通局）
  - 小竹向原駅（東京地下鉄、西武鉄道）
  - 渋谷駅（東急電鉄、東京地下鉄半蔵門線、東京地下鉄副都心線） - 東京地下鉄銀座線の駅は自社管轄。
  - 白金台駅（東京地下鉄、東京都交通局）
  - 白金高輪駅（東京地下鉄、東京都交通局）
  - 新宿駅（京王電鉄、東京都交通局） - 京王線の駅（京王線新宿駅）と京王新線・都営新宿線の駅（新線新宿駅）は一体的に京王管轄、都営大江戸線の駅は東京都交通局管轄。大江戸線と京王線（京王線新宿駅）・京王新線・都営新宿線（新線新宿駅）の駅は改札内で接続。
  - 泉岳寺駅（東京都交通局、京浜急行電鉄）
  - 分倍河原駅（東日本旅客鉄道、京王電鉄） - 改札口は両社で分離（別途中間改札口あり）されている。
  - 高尾駅（東日本旅客鉄道、京王電鉄）[類型 4] - 北口には両社共用の改札口がある。南口では両社で改札口が分離されており、中間改札口も設置されている[39]。
  - 中野駅（東日本旅客鉄道、東京地下鉄）
  - 中目黒駅（東急電鉄、東京地下鉄）
  - 目黒駅（東急電鉄、東京地下鉄、東京都交通局）
  - 代々木上原駅（小田急電鉄、東京地下鉄）
- 神奈川県
  - 厚木駅（東日本旅客鉄道、小田急電鉄）[類型 2] - JR線の利用には中間改札口を使用。
  - 小田原駅（小田急電鉄、小田急箱根）
  - 鎌倉駅（江ノ島電鉄、東日本旅客鉄道）[類型 4] - 東口には両社共用の改札口がある。西口では両社で改札口が分離されており、中間改札口も設置されている[40]。
  - 国府津駅（東日本旅客鉄道、東海旅客鉄道）
  - 新横浜駅（東急電鉄、相模鉄道）[注釈 2]
  - 羽沢横浜国大駅（相模鉄道、東日本旅客鉄道）
  - 八丁畷駅（東日本旅客鉄道、京浜急行電鉄）
  - 大和駅（小田急電鉄、相模鉄道）[類型 3] - 両社の駅舎の改札口を両社の乗車券で利用できるが、境界に中間改札口を設置。
  - 横浜駅（東急電鉄、横浜高速鉄道）

## 中部地方
- 新潟県
  - 市振駅（えちごトキめき鉄道、あいの風とやま鉄道）
  - 糸魚川駅（西日本旅客鉄道、えちごトキめき鉄道） - 北陸新幹線の駅のみ別改札内で西日本旅客鉄道単独管理。
  - 犀潟駅（東日本旅客鉄道、北越急行）
  - 十日町駅（東日本旅客鉄道、北越急行）[類型 2] - 北越急行線の利用には中間改札口を使用（事実上、北越急行線側の改札口と一体である）[41]。
  - 直江津駅（東日本旅客鉄道、えちごトキめき鉄道）
  - 上越妙高駅（東日本旅客鉄道、西日本旅客鉄道） - 在来線の駅は別改札内でえちごトキめき鉄道単独管理。
  - 妙高高原駅（えちごトキめき鉄道、しなの鉄道）
  - 六日町駅（東日本旅客鉄道、北越急行）
- 富山県
  - 高岡駅（西日本旅客鉄道、あいの風とやま鉄道）
  - 富山駅（西日本旅客鉄道、あいの風とやま鉄道） - 北陸新幹線の駅のみ別改札内で西日本旅客鉄道単独管理。
  - 猪谷駅（西日本旅客鉄道、東海旅客鉄道）
- 石川県
  - 倶利伽羅駅（IRいしかわ鉄道、あいの風とやま鉄道）
  - 津幡駅（西日本旅客鉄道、IRいしかわ鉄道）
  - 七尾駅（西日本旅客鉄道、のと鉄道）
  - 和倉温泉駅（西日本旅客鉄道、のと鉄道）
  - 大聖寺駅（IRいしかわ鉄道、ハピラインふくい）
- 福井県
  - 田原町駅（えちぜん鉄道、福井鉄道）
  - 越前花堂駅（西日本旅客鉄道、ハピラインふくい）
  - 敦賀駅（西日本旅客鉄道、ハピラインふくい） - 北陸新幹線の駅のみ別改札内で西日本旅客鉄道単独管理。
- 山梨県
  - 甲府駅（東日本旅客鉄道、東海旅客鉄道）
- 長野県
  - 小諸駅（東日本旅客鉄道、しなの鉄道）
  - 辰野駅（東日本旅客鉄道、東海旅客鉄道）
  - 塩尻駅（東日本旅客鉄道、東海旅客鉄道）
  - 篠ノ井駅（東日本旅客鉄道、しなの鉄道）
  - 豊野駅（東日本旅客鉄道、しなの鉄道）
  - 長野駅（東日本旅客鉄道、しなの鉄道） - 北陸新幹線の駅のみ別改札内で東日本旅客鉄道単独管理。
  - 松本駅（東日本旅客鉄道、アルピコ交通）
  - 南小谷駅（東日本旅客鉄道、西日本旅客鉄道）
- 岐阜県
  - 大垣駅（東海旅客鉄道、樽見鉄道）
- 静岡県
  - 熱海駅（東日本旅客鉄道、東海旅客鉄道）（新幹線に関して[類型 2]） - 在来線は同一改札内で東日本旅客鉄道管理。改札外から入場できる東海旅客鉄道管理の東海道新幹線専用改札は存在せず、中間改札口で対応。
  - 伊東駅（東日本旅客鉄道、伊豆急行）
  - 西鹿島駅（遠州鉄道、天竜浜名湖鉄道）
- 愛知県
  - 赤池駅（名古屋市交通局、名古屋鉄道）
  - 岡崎駅（東海旅客鉄道、愛知環状鉄道）
  - 上飯田駅（名古屋鉄道、名古屋市交通局）
  - 上小田井駅（名古屋鉄道、名古屋市交通局）
  - 高蔵寺駅（東海旅客鉄道、愛知環状鉄道）
  - 豊橋駅（東海旅客鉄道、名古屋鉄道） - 東海道新幹線の駅のみ別改札内で東海旅客鉄道単独管理。
  - 枇杷島駅（東海旅客鉄道、東海交通事業）
  - 弥富駅（東海旅客鉄道、名古屋鉄道）

## 近畿地方
- 三重県
  - 亀山駅（東海旅客鉄道、西日本旅客鉄道）
  - 伊賀上野駅（西日本旅客鉄道、伊賀鉄道）
  - 伊勢市駅（東海旅客鉄道、近畿日本鉄道）[類型 1][42][43] - JR側の改札口の方が外宮に近いこともあり、ロータリー等も存在するメインゲートとなっており、近鉄の特急券売り場が設置されている。
  - 近鉄富田駅（近畿日本鉄道、三岐鉄道）
  - 河原田駅（東海旅客鉄道、伊勢鉄道）
  - 津駅（東海旅客鉄道、伊勢鉄道、近畿日本鉄道） - 管理区域は東海会社部分（伊勢鉄道も使用）と近鉄部分に分かれるものの東口の集改札と伊勢鉄道の東口出札は東海が受託し、西口の出集改札は近鉄が一手に引き受ける。
  - 松阪駅（東海旅客鉄道、近畿日本鉄道）
- 滋賀県
  - 貴生川駅（西日本旅客鉄道、信楽高原鐵道）
  - 米原駅（西日本旅客鉄道、東海旅客鉄道） - 東海道新幹線の駅のみ別改札内で東海旅客鉄道単独管理。
- 京都府
  - 竹田駅（京都市交通局、近畿日本鉄道）
  - 御陵駅（京都市交通局、京阪電気鉄道）
- 大阪府
  - 江坂駅（大阪市高速電気軌道、北大阪急行電鉄）
  - 大阪難波駅（近畿日本鉄道、阪神電気鉄道）
  - 柏原駅（西日本旅客鉄道、近畿日本鉄道）
  - 関西空港駅（南海電気鉄道、西日本旅客鉄道）
  - 新大阪駅（東海旅客鉄道、西日本旅客鉄道） - 在来線の駅は別改札内で西日本旅客鉄道単独管理。
  - 天神橋筋六丁目駅（大阪市高速電気軌道、阪急電鉄）
  - 長田駅（大阪市高速電気軌道、近畿日本鉄道）
  - りんくうタウン駅（南海電気鉄道、西日本旅客鉄道）
- 兵庫県
  - 粟生駅（西日本旅客鉄道、北条鉄道、神戸電鉄）（神戸電鉄に関して[類型 2]） - 神戸電鉄のみ中間改札口を設置。
  - 上郡駅（西日本旅客鉄道、智頭急行）[類型 4]
  - 川西能勢口駅（阪急電鉄、能勢電鉄）
  - 高速神戸駅（阪神電気鉄道、阪急電鉄）
  - 佐用駅（西日本旅客鉄道、智頭急行）
  - 新開地駅（阪神電気鉄道、阪急電鉄、神戸電鉄）
  - 谷上駅（神戸市交通局、神戸電鉄）[注釈 3]
  - 西代駅（山陽電気鉄道、阪神電気鉄道）
- 奈良県
  - 吉野口駅（西日本旅客鉄道、近畿日本鉄道）
- 和歌山県
  - 御坊駅（西日本旅客鉄道、紀州鉄道）
  - 和歌山駅（西日本旅客鉄道、和歌山電鐵）[類型 2] - 和歌山電鐵の駅の中間改札口を設置。
  - 新宮駅（西日本旅客鉄道、東海旅客鉄道）

## 中国地方
- 岡山県
  - 児島駅（西日本旅客鉄道、四国旅客鉄道）
- 鳥取県
  - 郡家駅（西日本旅客鉄道、若桜鉄道）
  - 智頭駅（西日本旅客鉄道、智頭急行）[類型 1]
- 山口県
  - 川西駅（西日本旅客鉄道、錦川鉄道）
  - 下関駅（西日本旅客鉄道、九州旅客鉄道）

## 四国地方
- 高知県
  - 窪川駅（四国旅客鉄道、土佐くろしお鉄道）[類型 3]
  - 後免駅（四国旅客鉄道、土佐くろしお鉄道）
  - 若井駅（四国旅客鉄道、土佐くろしお鉄道）

## 九州地方
- 福岡県
  - 田川後藤寺駅（九州旅客鉄道、平成筑豊鉄道）
  - 博多駅（西日本旅客鉄道、九州旅客鉄道） - 博多南線以外の在来線の駅は別改札内で九州旅客鉄道単独管理。
  - 姪浜駅（九州旅客鉄道、福岡市交通局）
- 佐賀県
  - 有田駅（九州旅客鉄道、松浦鉄道）
- 熊本県
  - 人吉駅・人吉温泉駅（九州旅客鉄道、くま川鉄道）[類型 1]
  - 八代駅（九州旅客鉄道、肥薩おれんじ鉄道）- JR九州と肥薩おれんじ鉄道線は改札口が分かれているが、1番線ホームを共用。1番線ホームの上に両社の連絡改札が設置される。肥薩おれんじ鉄道線からのJR直通列車は、ホームの肥薩おれんじ鉄道側から発車する。また、肥薩おれんじ鉄道線はかつてJR九州線であったため、運転上の設備も一部共用する。
- 鹿児島県
  - 川内駅（九州旅客鉄道、肥薩おれんじ鉄道）[類型 2] - 肥薩おれんじ鉄道線の利用には中間改札口を使用。 九州新幹線の駅は別改札内で九州旅客鉄道単独管理。

## 今後共同使用駅となる予定の駅
- 大阪府
  - 大阪駅、（仮称）中之島駅、（仮称）西本町駅（西日本旅客鉄道、南海電気鉄道） - 2031年度に仮称・なにわ筋線が開業し、JR西日本と南海が共同使用予定。このうち既に駅名が決定している大阪駅のみ西日本旅客鉄道管理の共同使用駅となることが決定しているが、仮称の中之島駅と同じく仮称の西本町駅の管理事業者は未定である）

## かつて存在した共同使用駅
●印は改札分離で共同使用駅を解除された例。
★印は相手の路線廃止で単独駅になった例。
▲印は相手の路線が吸収や譲渡で自社に編入されて単独駅になった例。
- 群馬県
  - 高崎駅（東日本旅客鉄道、上信電鉄）● - 2005年7月3日に東西2箇所の改札口が1箇所に統合され改札分離して共同使用駅を解除。
  - 伊勢崎駅（東日本旅客鉄道、東武鉄道）● - 2010年3月13日に東武鉄道の仮駅舎が使用を開始により改札分離して共同使用駅を解除。
- 茨城県
  - 大甕駅（東日本旅客鉄道、日立電鉄）★ - 2005年4月1日に日立電鉄線廃線によりJR単独駅となる。
  - 石岡駅（東日本旅客鉄道、鹿島鉄道）★ - 2007年4月1日に鹿島鉄道線廃線によりJR単独駅となる。
  - 土浦駅（日本国有鉄道、筑波鉄道 〈いずれも当時〉）★ - 1987年4月1日に筑波鉄道線廃線によりJR単独駅[注釈 4]となる。
  - 岩瀬駅（日本国有鉄道、筑波鉄道〈いずれも当時〉）★ - 同上
- 埼玉県
  - 熊谷駅、上熊谷駅（東武鉄道、秩父鉄道）★ - 1983年6月1日に東武熊谷線廃線により秩父鉄道単独駅となる。
  - 羽生駅（東武鉄道、秩父鉄道）● - 2004年10月22日に橋上駅舎に切り替えと共に改札分離。
  - 東飯能駅（西武鉄道、東日本旅客鉄道）● - 1999年2月10日に橋上駅舎に切り替えと共に改札分離。
- 千葉県
  - 松戸駅（東日本旅客鉄道、新京成電鉄（当時））● - 1994年改札分離。ただし、その後も駅構造の関係で一部のケースにおいて東日本旅客鉄道改札内の通り抜けを認めていた。
  - 馬橋駅（日本国有鉄道、総武流山電鉄 〈いずれも当時〉）● - 1971年5月に改札分離して共同使用解消。改札内・ホームを共用していた。
  - 北初富駅（新京成電鉄、北総開発鉄道 〈いずれも当時〉）★ - 仮ルートの境界駅であった。
  - 千葉中央駅（京成電鉄、千葉急行電鉄（当時））▲ - 1998年10月1日に千葉急行電鉄が京成電鉄に事業譲渡し清算されたため京成電鉄の単独駅となる。
  - 京成津田沼駅（京成電鉄、新京成電鉄（当時））▲ - 2025年4月1日に京成電鉄が新京成電鉄を吸収合併したため、京成電鉄の単独駅となる。
- 東京都
  - 新宿駅（東日本旅客鉄道、小田急電鉄、京王電鉄）● - 2020年7月19日の東西自由通路開通に伴い、中央東口改札口の共用を解消。乗降客世界一の駅における3社共同使用（出改集札）であり、当時は日本最多乗降客の共同改札口であった。JR改札内に小田急、京王それぞれの中間改札口があった[類型 2][注釈 5]。なお、現在もJRの中央西口改札口（京王口。中央西改札とは別）は位置の関係で京王が受託（出改集札）しているが共用はしていない。
  - 下北沢駅（小田急電鉄、京王電鉄）● - 2019年3月16日に中央改札が開設され改札分離して共同使用駅を解除。
  - 武蔵境駅（東日本旅客鉄道、西武鉄道）● - 2004年11月7日に高架化工事に伴い改札分離して共同使用駅を解除。
  - 拝島駅（東日本旅客鉄道、西武鉄道）● - 2007年8月24日に東西自由通路開通に伴い改札分離して共同使用駅を解除。2008年3月14日までは自由通路の一部を間借りする形でJR - 西武間を改札を出ずに結ぶ連絡通路を使用していた。
- 神奈川県
  - 菊名駅（東日本旅客鉄道、東京急行電鉄（当時））● - 1994年にJR駅舎完成に伴い改札分離して共同使用駅を解除。
  - 武蔵小杉駅（東日本旅客鉄道、東京急行電鉄（当時））● - 1996年3月19日に駅改良工事に伴いJR乗り換え連絡通路を閉鎖して共同使用駅を解除。以前は、JR管理の改札口・東急電鉄管理の改札口両方を共同使用していた。
  - 小田原駅（東日本旅客鉄道、東海旅客鉄道、小田急電鉄、箱根登山鉄道（当時））● - 2003年3月30日に新駅舎切り替え、自由通路完成に伴い改札分離して共同使用駅を解除。以前は、JR改札内に小田急電鉄/箱根登山鉄道の中間改札が存在していた[類型 2]。
- 石川県
  - 金沢駅（西日本旅客鉄道、IRいしかわ鉄道）▲ - もとは西日本旅客鉄道単独駅であったが、2015年3月14日の北陸新幹線長野駅 - 金沢駅間開業により、北陸本線の金沢駅 - 倶利伽羅駅間がIRいしかわ鉄道に移管され共同使用駅となった。2024年3月16日の北陸新幹線金沢駅 - 敦賀駅間開業により、北陸本線の大聖寺駅 - 金沢駅間もIRいしかわ鉄道に移管され、在来線区間がIRいしかわ鉄道単独駅となる。なお、北陸新幹線の駅については引き続き別改札内で西日本旅客鉄道単独管理。
- 長野県
  - 屋代駅（しなの鉄道、長野電鉄）★ - 2012年3月31日に長野電鉄屋代線廃線によりしなの鉄道単独駅となる。
- 岐阜県
  - 鵜沼駅（東海旅客鉄道）、新鵜沼駅（名古屋鉄道）● - 2009年3月29日にJRの橋上駅舎化、自由通路完成により改札分離して共同使用駅を解除[45][46]。
- 三重県
  - 鳥羽駅（東海旅客鉄道、近畿日本鉄道）● - 2020年3月17日に近鉄・JR乗換連絡通路閉鎖。共同使用駅を解除。
  - 桑名駅（東海旅客鉄道、近畿日本鉄道、養老鉄道）（養老鉄道に関して[類型 2]）● - 養老鉄道のみ中間改札口を設置。2020年8月30日に新駅舎の供用開始に伴いJR・近鉄の改札分離して共同使用駅を解除。
- 京都府
  - 東福寺駅（京阪電気鉄道、西日本旅客鉄道）● - 1993年12月5日にJRの橋上駅舎を設置、改札分離（この時点ではJRの利用に一旦京阪の改札を通過する必要があった[類型 2]。）し、さらに2003年9月13日にJR専用通路を設置し動線を完全分離したため共同使用駅を解除。
- 大阪府
  - 大阪港駅（大阪市交通局（当時）、大阪港トランスポートシステム）▲ - 2005年7月1日にOTS線の営業が大阪市交通局へ移管され、同局の単独駅となる。
  - 中ふ頭駅（大阪市交通局（当時）、大阪港トランスポートシステム）▲ - 同上で大阪市交通局の単独駅となる。
  - 三国ヶ丘駅（南海電気鉄道、西日本旅客鉄道）● - 2013年9月7日に南海の改札をJRと分離したため共同使用駅を解除。
  - 中百舌鳥駅（南海電気鉄道、泉北高速鉄道（当時））▲ - 2025年4月1日に南海電気鉄道が泉北高速鉄道を吸収合併したため、南海電気鉄道の単独駅となる。
- 兵庫県
  - 厄神駅（西日本旅客鉄道、三木鉄道）★ - 2008年4月1日の三木鉄道廃線によりJR単独駅となる。
  - 三宮駅[注釈 6]（阪急電鉄、神戸高速鉄道）▲ - 2010年10月1日の神戸高速鉄道の事業形態変更により阪急の単独駅となったため共同使用駅を解除。
  - 元町駅（阪神電気鉄道、神戸高速鉄道）▲ - 同上で阪神の単独駅となる。
  - 湊川駅（神戸電鉄、神戸高速鉄道）▲ - 同上で神戸電鉄の単独駅となる。
  - 新神戸駅（神戸市交通局、北神急行電鉄）▲ - 2020年6月1日に北神急行電鉄が神戸市交通局へ事業譲渡し清算されたため神戸市交通局の単独駅となる。
- 和歌山県
  - 橋本駅（南海電気鉄道、西日本旅客鉄道）● - 2011年3月1日に改修工事により改札分離して共同使用駅を解除。
  - 和歌山市駅（南海電気鉄道、西日本旅客鉄道）● - 2017年7月15日に改修工事により改札分離して共同使用駅を解除[注釈 7]。
- 徳島県
  - 海部駅（四国旅客鉄道、阿佐海岸鉄道）▲ - 2020年11月1日に同駅 - 阿波海南駅間の阿佐海岸鉄道阿佐東線への編入により、両社の境界駅を阿波海南駅に移したため阿佐海岸鉄道の単独駅となる。ただし、阿佐東線の阿波海南駅はバス停留所の形で、牟岐線の阿波海南駅の駅前に設置することから、共同使用駅とはならない。
- 福岡県
  - 大牟田駅（九州旅客鉄道、西日本鉄道）● - 1999年4月に西鉄が西口に自動改札機を導入した事に伴い、改札分離されて共同使用駅を解除。東口改札から西鉄大牟田線のホームに行くことが出来なくなったため、東口駅舎から西鉄の自動券売機が撤去された。解除後も西口駅舎の所有権はJRのままであり、西鉄ステーションサービスが管理する窓口がある西鉄改札は、JR九州に間借りする形を採られている。
- 宮崎県
  - 延岡駅（九州旅客鉄道、高千穂鉄道）★ - 2007年9月6日に高千穂線延岡駅 - 槇峰駅間廃線によりJR単独駅となる。
- 鹿児島県
  - 枕崎駅（鹿児島交通、日本国有鉄道（当時））★ - 1984年3月17日に鹿児島交通枕崎線廃線により国鉄単独駅[注釈 8]となる。

## （参考）共同使用駅ではないが連絡改札口が存在する駅
●印は連絡改札口として両事業者を一括処理する1か所の改札口のみ設置する事例ではなく、降車した事業者の出口用と乗車する事業者の入口用の2か所を設置している駅。その2か所の間で駅の外に出ることはできない。
- 東京都
  - 東京駅（東日本旅客鉄道、東海旅客鉄道）[47]
  - 品川駅（東日本旅客鉄道、東海旅客鉄道）、（東日本旅客鉄道、京浜急行電鉄）[48]
  - 浜松町駅（東日本旅客鉄道）、モノレール浜松町駅（東京モノレール）
  - 日暮里駅（東日本旅客鉄道、京成電鉄）
  - 西日暮里駅（東日本旅客鉄道、東京地下鉄）
  - 高田馬場駅（東日本旅客鉄道、西武鉄道）
  - 新宿駅（東日本旅客鉄道、小田急電鉄）、（東日本旅客鉄道、京王電鉄）[注釈 9]
  - 五反田駅（東日本旅客鉄道、東急電鉄）[注釈 10]
  - 市ケ谷駅（東日本旅客鉄道、東京地下鉄、東京都交通局）
- 神奈川県
  - 新横浜駅（東日本旅客鉄道、東海旅客鉄道）[注釈 11]
  - 小田原駅（東日本旅客鉄道、東海旅客鉄道）
  - 横浜駅（東日本旅客鉄道、京浜急行電鉄）[注釈 12]
  - 藤沢駅（東日本旅客鉄道、小田急電鉄）
- 埼玉県
  - 久喜駅（東日本旅客鉄道、東武鉄道）
- 石川県
  - 金沢駅（西日本旅客鉄道、IRいしかわ鉄道）
- 福井県
  - 福井駅（西日本旅客鉄道、ハピラインふくい）
- 岐阜県
  - 恵那駅（東海旅客鉄道、明知鉄道）
  - 大垣駅（東海旅客鉄道・樽見鉄道[注釈 13]、養老鉄道）●[49]
- 静岡県
  - 三島駅（東海旅客鉄道、伊豆箱根鉄道）
  - 金谷駅（東海旅客鉄道、大井川鐵道）●
- 愛知県
  - 名古屋駅（東海旅客鉄道、名古屋臨海高速鉄道）
  - 名古屋駅（東海旅客鉄道）、近鉄名古屋駅（近畿日本鉄道）
  - 名鉄名古屋駅（名古屋鉄道）、近鉄名古屋駅（近畿日本鉄道）
  - 金山駅（東海旅客鉄道、名古屋鉄道）
- 三重県
  - 桑名駅（近畿日本鉄道、養老鉄道）●[50]
- 滋賀県
  - 米原駅（西日本旅客鉄道・東海旅客鉄道（在来線）、東海旅客鉄道（新幹線））
- 京都府
  - 京都駅（西日本旅客鉄道、東海旅客鉄道）
  - 東福寺駅（西日本旅客鉄道、京阪電気鉄道）●[51]
  - 福知山駅（西日本旅客鉄道、京都丹後鉄道）
  - 西舞鶴駅（西日本旅客鉄道、京都丹後鉄道）
- 大阪府
  - 新大阪駅（西日本旅客鉄道（在来線）、東海旅客鉄道・西日本旅客鉄道（新幹線））
  - 鶴橋駅（西日本旅客鉄道、近畿日本鉄道）
- 兵庫県
  - 豊岡駅（西日本旅客鉄道、京都丹後鉄道）
- 福岡県
  - 小倉駅（九州旅客鉄道、西日本旅客鉄道）
  - 博多駅（九州旅客鉄道（在来線）、西日本旅客鉄道・九州旅客鉄道（新幹線））
  - 行橋駅（九州旅客鉄道、平成筑豊鉄道）

現在解消されているものは以下。
- 静岡県
  - 新所原駅（東海旅客鉄道、天竜浜名湖鉄道）●

## 類型
変則的な共同使用駅における類型は以下のとおりとする。
1. 1 2 3 4 5 6 7 8 9 10  （類型1）A社とB社（共同使用している事業者。以下同じ）で改札口が分かれているが、改札内は共用である。
2. 1 2 3 4 5 6 7 8 9 10 11 12  （類型2）A社とB社の共用改札口と、B社のみの中間改札口がある。B社の乗客は、共用改札口を通過したあと中間改札口を通過する。
3. 1 2 3  （類型3）A社とB社がそれぞれ管理する改札口があるが、A社・B社の乗客とも双方の改札口を利用できる。ただしA社とB社の境界に中間改札口が存在する。
4. 1 2 3 4  （類型4）A社・B社の乗客とも利用できる改札口、A社のみ改札口、B社のみの改札口、中間改札口が設置されている。